# 努瓦雷塔布勒
努瓦雷塔布勒（法語：Noirétable，法語發音：[nwaʁetabl]），法国中东部市镇，位于奥弗涅-罗讷-阿尔卑斯大区卢瓦尔省，隶属于蒙布里松区，其市镇面积为40.34平方公里，2022年1月1日时人口数量为1,587人，在法国城市中排名第6,711位。
努瓦雷塔布勒位于卢瓦尔省西部，西侧与多姆山省接壤，是一个区域性的中心市镇，多条公路在此交汇。

## 地名来源
根据当地官方网站的论述，“努瓦雷塔布勒”一名来源于拉丁语“Nigrum Stabulum”，意为“森林暗处的驿站”。
努瓦雷塔布勒所处区域历史上曾使用奥克语奥弗涅方言，截至2022年12月，“Noirétable”在奥克语维基百科中对应的条目名称为“Neitrable”，在奥克语Openstreetmap中对应的拼写则为“Neirestrable”。

## 历史
努瓦雷塔布勒在古典时期就已成为一条罗马道路上的一个驿站，中世纪时长期为一处普通农业村落。公元12世纪时，努瓦雷塔布勒圣所建成，其附近逐渐形成聚落。法国大革命后，努瓦雷塔布勒成为卢瓦尔省的一个市镇。工业革命期间，途径努瓦雷塔布勒的克莱蒙费朗－卢瓦尔河畔圣瑞斯特铁路建成通车，努瓦雷塔布勒站曾一度成为区域的铁路中转站。二战时期，努瓦雷塔布勒的数十名犹太居民遭到纳粹德军的驱逐。1972年10月27日，一架由里昂飞往克莱蒙费朗的维克斯子爵客机在努瓦雷塔布勒境内坠毁，造成60人遇难。2011年，努瓦雷塔布勒所处区域被划为利夫拉杜瓦-福雷自然保护区。2016年5月，途径努瓦雷塔布勒的铁路线关闭，此后当地及附近区域民众曾多次请愿要求重新开放该铁路。

## 地理

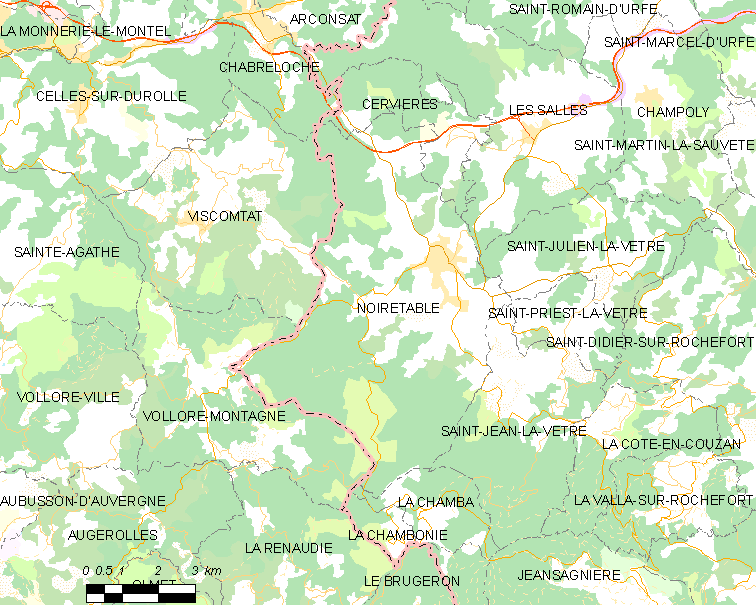
努瓦雷塔布勒市镇范围地图

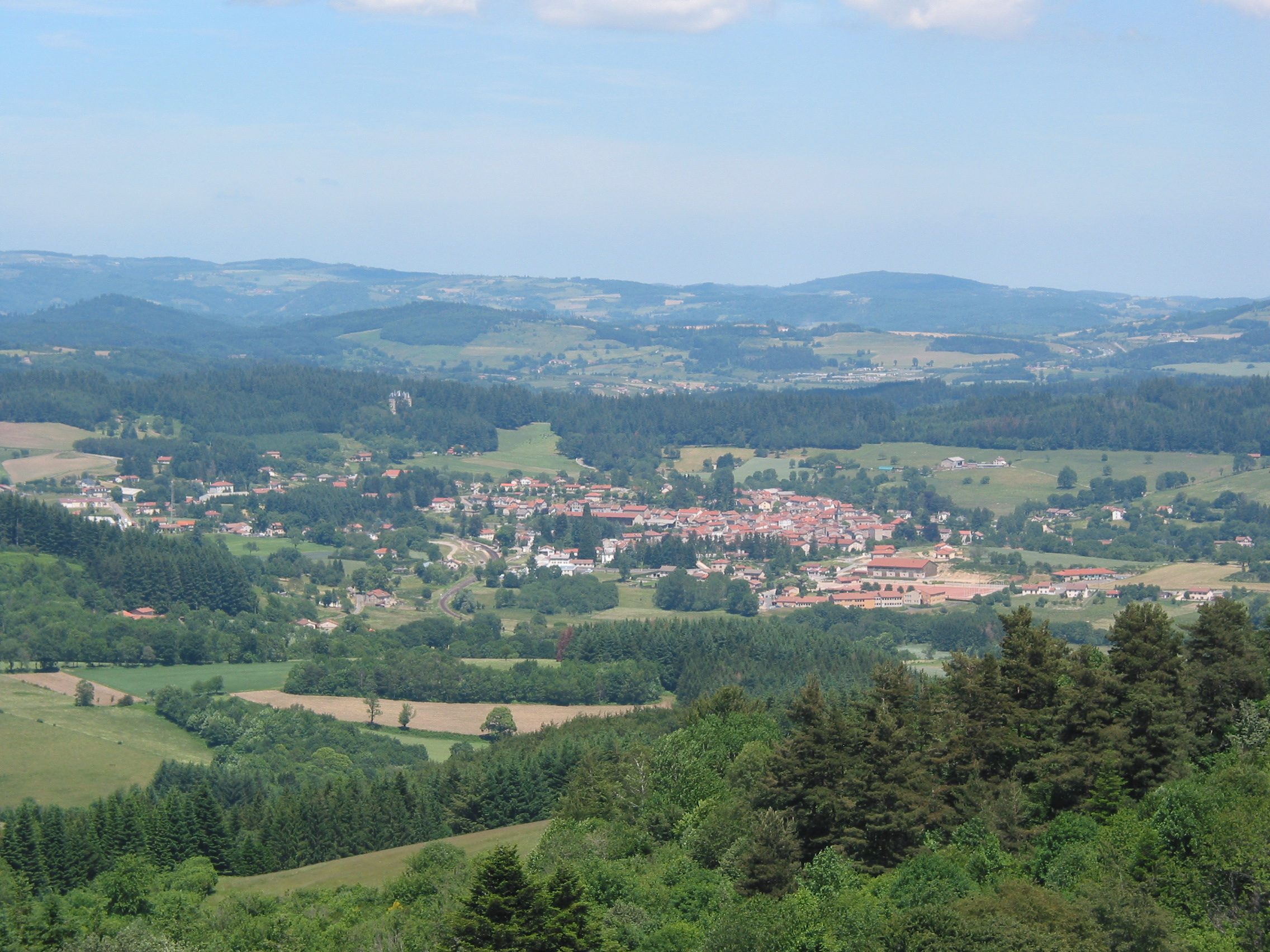
航拍努瓦雷塔布勒

努瓦雷塔布勒位于法国中部偏东，奥弗涅-罗讷-阿尔卑斯大区中西部和卢瓦尔省西部偏北，距离省会圣艾蒂安大约79公里。与努瓦雷塔布勒接壤的市镇包括：沙布勒洛什、塞尔维耶尔、莱萨勒、维斯孔塔、沃洛尔蒙塔涅、昂宗河畔韦特尔、圣普列斯特拉韦特尔、拉尚巴和圣让拉韦特尔。

### 地形
努瓦雷塔布勒位于法国中央高原东北部，福雷山腹地，境内以丘陵和山地为主，市镇中心位于一处地势相对较为平坦的台原地区，西南部山区地形陡峭，全境海拔在656到1351米之间。

### 水文
努瓦雷塔布勒位于卢瓦尔河流域范围内，迪罗勒河和昂宗河均发源于努瓦雷塔布勒境内，两河分别由西北方向和东侧流出市境。

### 植被
努瓦雷塔布勒属于温带阔叶混交林区，山地地区则有针叶林分布，林地散落分布于市镇范围内的多个区域。
在鲜花城市的评比中，努瓦雷塔布勒暂未被评级。

### 气候
努瓦雷塔布勒在柯本气候分类法中属于带有温带海洋性气候特征的山地气候。

## 行政区划
努瓦雷塔布勒的市镇编号为42159，邮政编号为42440。
在行政管理方面，努瓦雷塔布勒隶属于法国奥弗涅-罗讷-阿尔卑斯大区卢瓦尔省蒙布里松区；在地方选举方面，努瓦雷塔布勒隶属于利尼翁河畔博安县，其市镇范围全境被划入卢瓦尔省第六选区；在社会管理方面，努瓦雷塔布勒是卢瓦尔-福雷城市圈公共社区的组成部分。
法国国家统计与经济研究所（简称）在进行数据统计时，未将努瓦雷塔布勒划入任何城市核心区（Unité urbaine）、城市区（Aire urbaine）以及城市辐射区（Aire d'attraction）内。此外，还将努瓦雷塔布勒市镇整体看作一个“块区”（IRIS），以便于统计人口分布情况。

## 交通

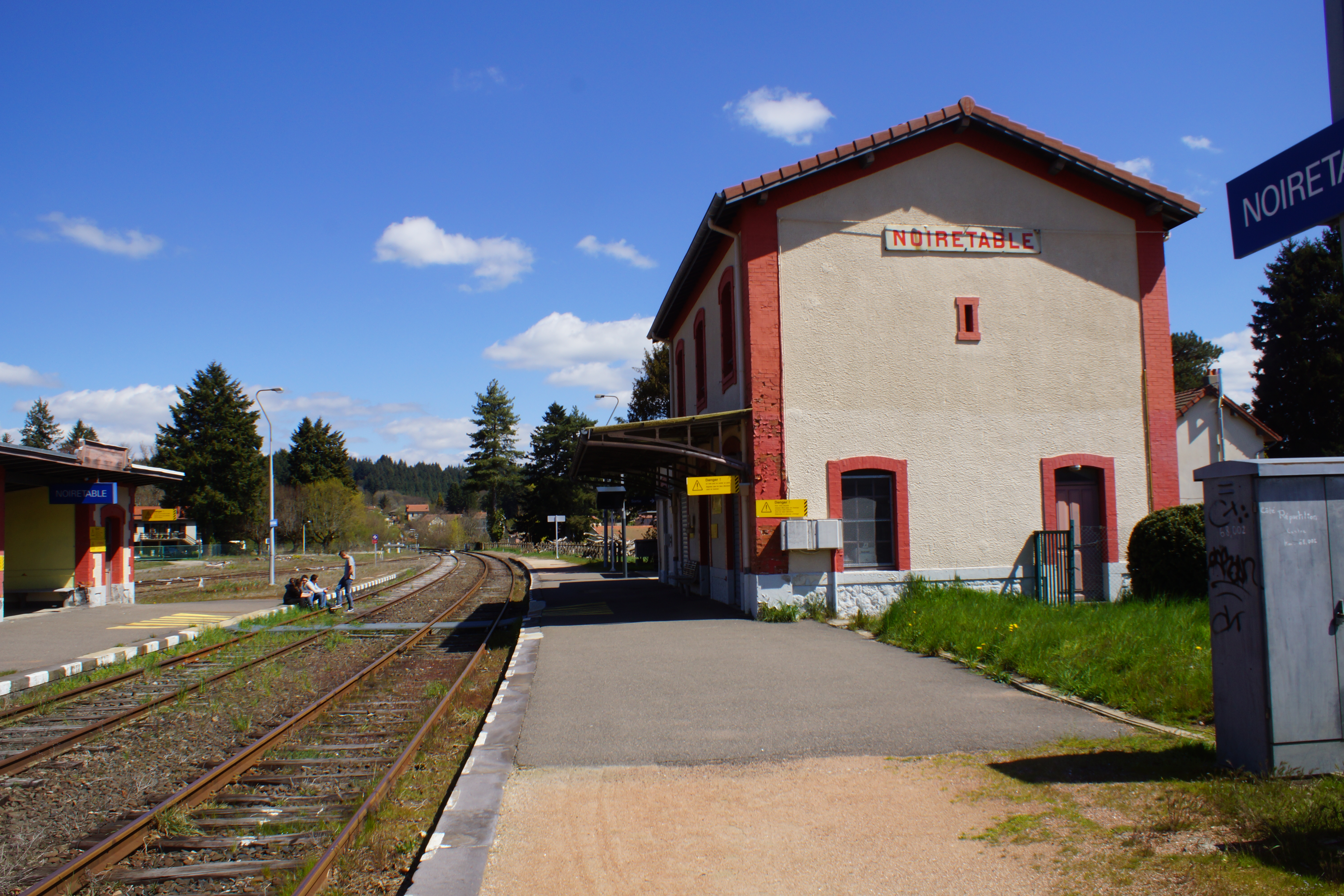
努瓦雷塔布勒火车站

### 公路
A89高速公路经过努瓦雷塔布勒市镇范围北部但未设出入口，此外卢瓦尔省省道线D24线、D53线、D53.3线、D101线、D110线和D1089线在努瓦雷塔布勒境内交汇。奥弗涅-罗讷-阿尔卑斯城际巴士（商业名称为）下属的P11线、L33线和X18线停靠努瓦雷塔布勒，可直通克莱蒙费朗、圣艾蒂安、利尼翁河畔博安、蒂耶尔等地。
2019年，60.6%的努瓦雷塔布勒家庭拥有至少一辆私人汽车。2019年，努瓦雷塔布勒境内共发生各类交通事故3起，造成5人受伤，其中3人重伤。
| 31 | 5.2 |

| 圣艾蒂安 | 87 |

| 罗阿讷 | 45 |

| 博安 | 26 |

### 铁路
途径努瓦雷塔布勒的克莱蒙费朗－卢瓦尔河畔圣瑞斯特铁路已于2016年5月部分关闭。距离努瓦雷塔布勒最近的运营中的客运铁路车站为25公里外的蒂耶尔站，该站开行前往克莱蒙费朗方向的区域列车。

### 航空
距离努瓦雷塔布勒最近的民用航空站为克莱蒙费朗机场，距离努瓦雷塔布勒市中心的公路里程约69公里。

### 城市公共交通
截至2022年12月，努瓦雷塔布勒暂未城市公共交通系统。

## 政治
努瓦雷塔布勒的现任市长为朱利安·德古先生（Julien DEGOUT），自2021年12月起担任。其前任德尼·塔曼先生（Denis TAMAIN）在2020年的市政选举中获得了100.00%的支持率（无其他候选人），后于2021年12月因私人原因而辞职。
在2022年的法国总统大选中，法国第25任总统埃马纽埃尔·马克龙在努瓦雷塔布勒获得了52.61%的支持率。

## 人口
2020年，努瓦雷塔布勒市镇人口数量为1,577，在法国排名第6,711位。其中男性726人，女性845人，75岁及以上人口占13.8%，外籍人口数量为11人，人口密度为39人/平方公里，当地居民被称为Nétrablais（男性）或Nétrablaises（女性）。2020年，努瓦雷塔布勒境内出生8人，死亡人口49人。
| 努瓦雷塔布勒1901年－2019年人口变化情况 |
|                                        |
| 数据来源：Cassini、INSEE               |

## 经济
努瓦雷塔布勒是一个区域性的中心市镇。截止2022年12月，努瓦雷塔布勒市镇范围内共有各类用人单位（包含自雇）332家，平均历史为23年，其中98.82%为中小型企业（PME），2022年10月至12月间，当地的经济活力指数为0.3%。 （玻璃制品）、（零售）及（塑料制品）是当地2021年营业额最高的三个企业，分别为1,420,469欧元、308,447欧元和137,059欧元。

## 财政与居民收入
2021年，努瓦雷塔布勒的财政收入总额为5,575,750欧元，财政支出总额为5,364,670欧元，当年的债务总额为3,815,610欧元。2021年，努瓦雷塔布勒市镇共获得227,477欧元的国家财政补助，比上一年增加了3.48%。
2020年，努瓦雷塔布勒的人均月收入总额为1,813欧元，低于法国平均水平（2,303欧元）。
2019年，努瓦雷塔布勒境内的青壮年（15至64岁）失业率为12.4%，当地42.5%的家庭拥有纳税资格，平均纳税2,035欧元，低于法国平均水平（3,910欧元）。

## 社会事务

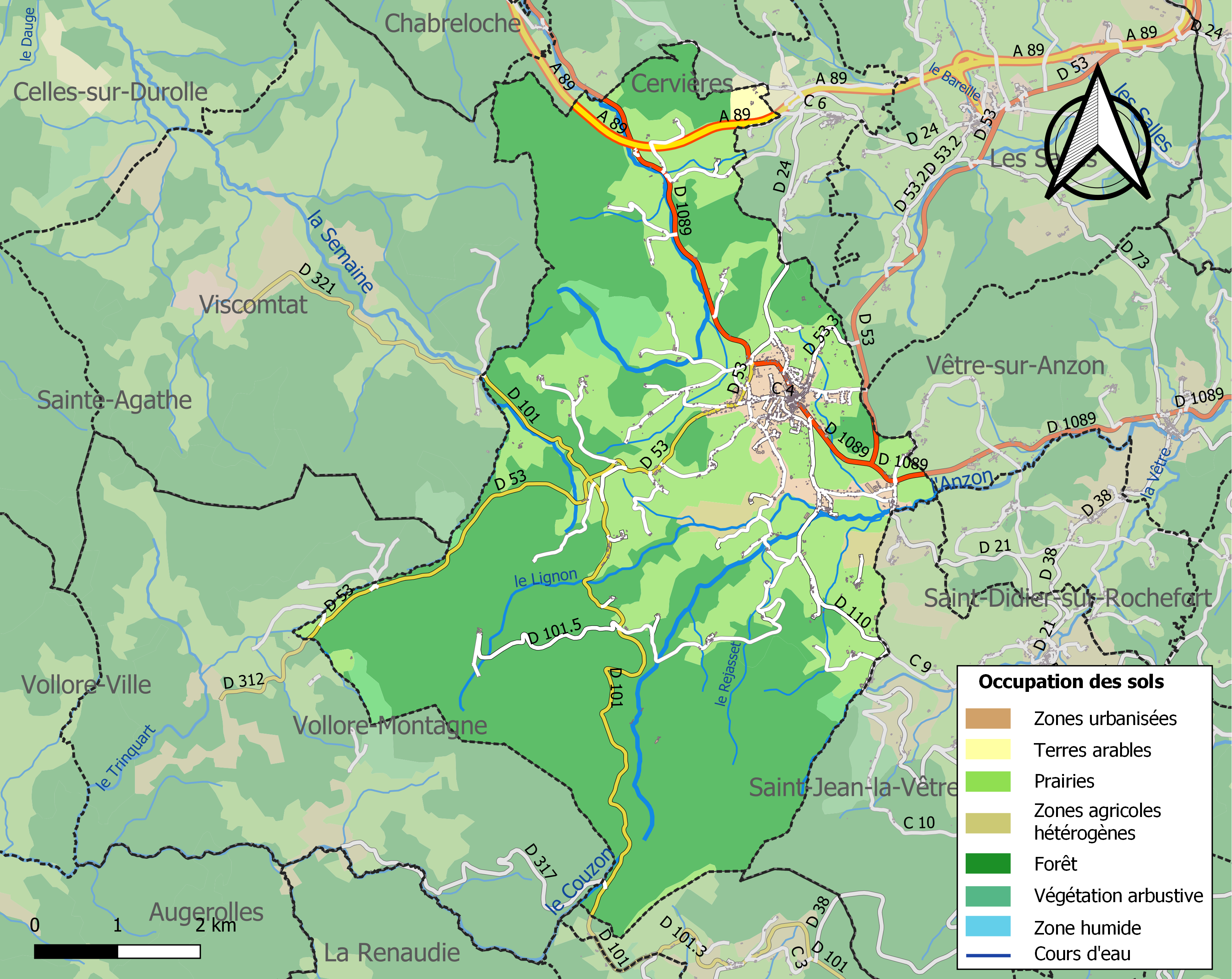
努瓦雷塔布勒土地利用情况地图

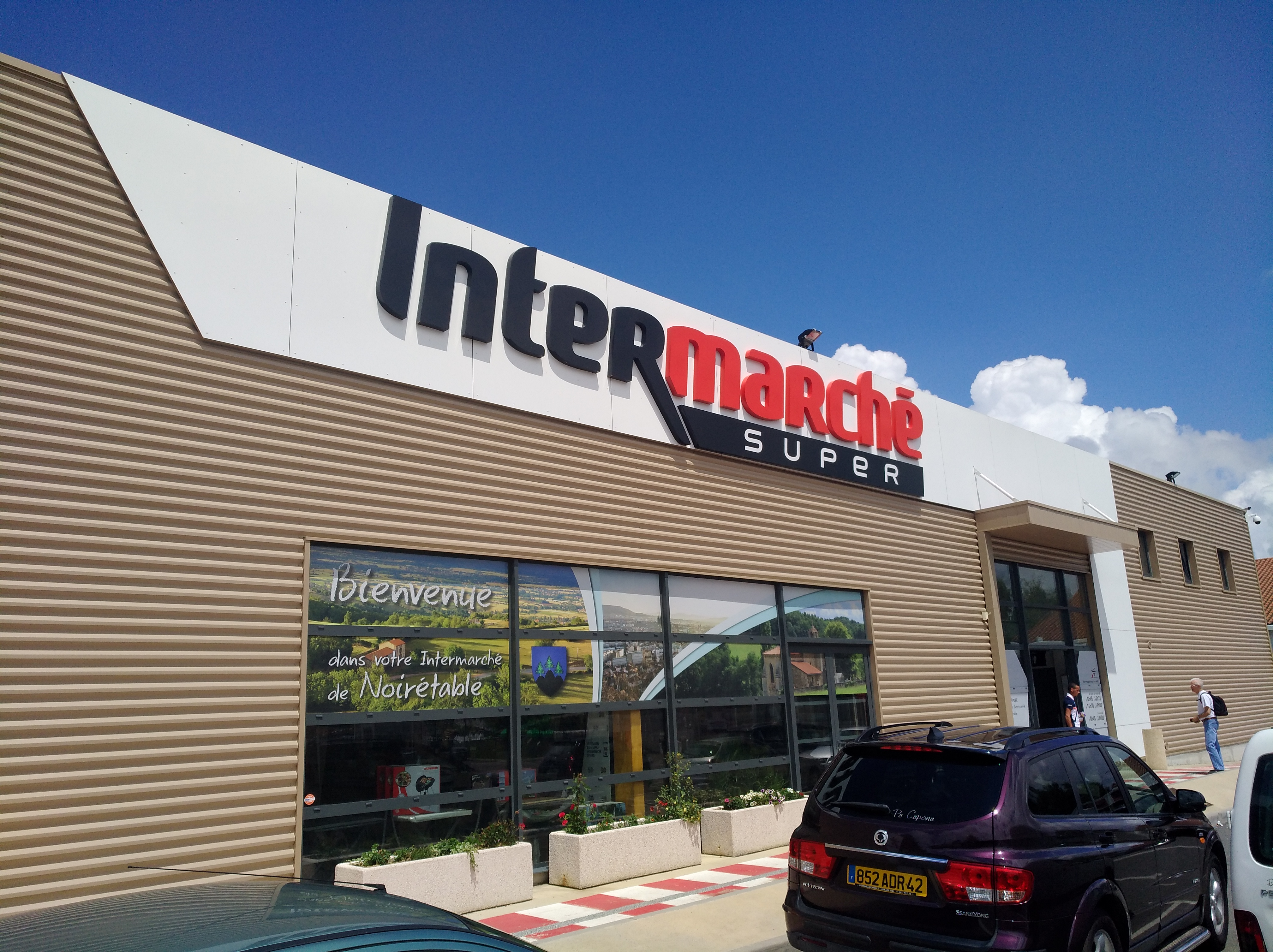
努瓦雷塔布勒境内的Intermarché超市

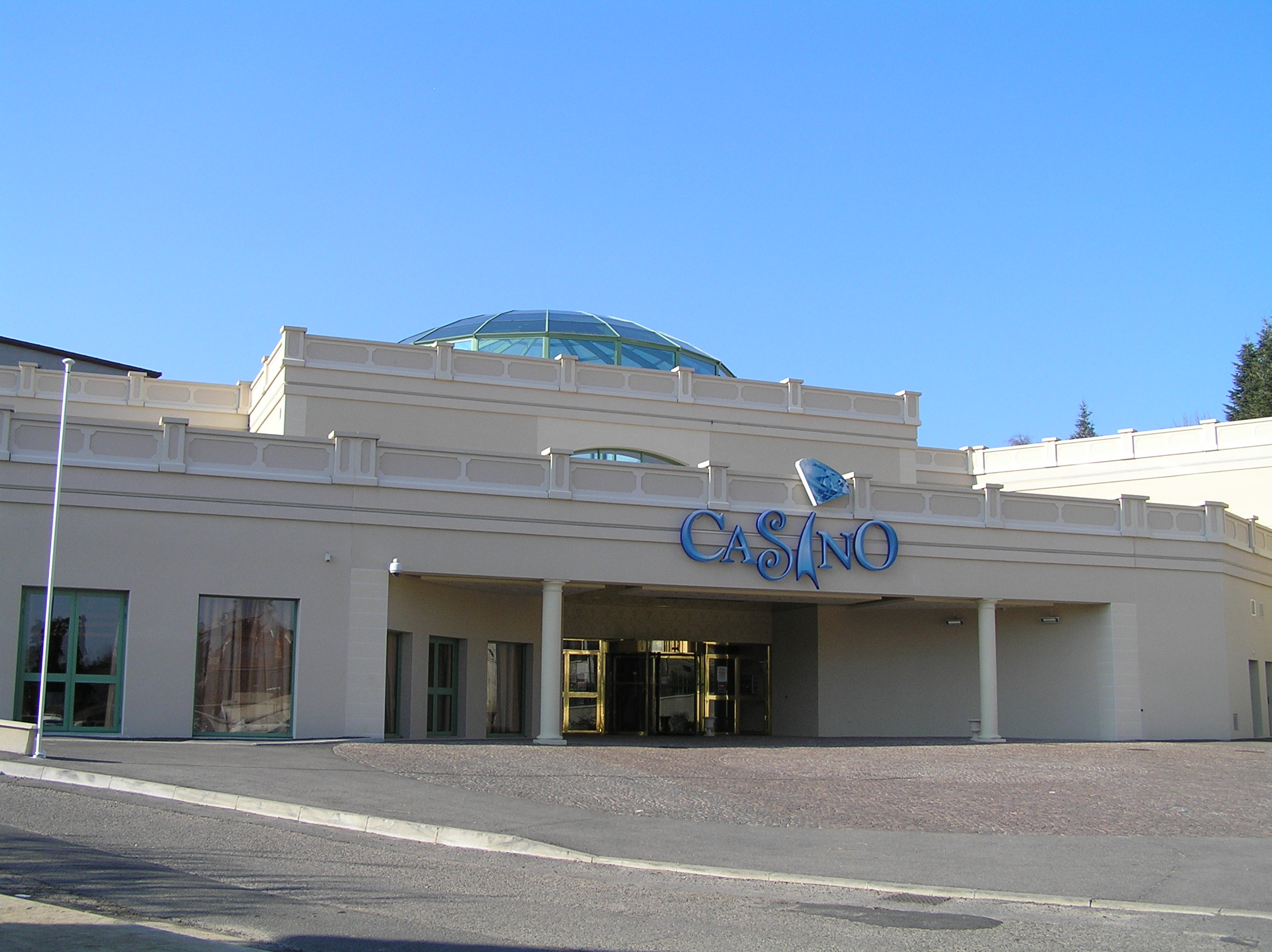
赌场

### 教育
努瓦雷塔布勒属于里昂学区。截止2021年1月1日，努瓦雷塔布勒境内共有2所小学、1所初级中学和1所农业高中。2018至2019学年度，努瓦雷塔布勒境内共有在校中等教育阶段学生163名。

### 医疗
截止2021年1月1日，努瓦雷塔布勒境内共有全科医生2名、保健师1名、牙医4名和护士10名。境内共有药房2家。
距离努瓦雷塔布勒最近的区域性医疗机构为蒂耶尔中心医院（Centre hospitalier de Thiers），其主病区位于蒂耶尔市区西部，距离努瓦雷塔布勒市区的正常车程在半小时以内，设有床位396个，是当地规模最大的公立综合性医院。

### 住房
2019年，努瓦雷塔布勒境内共有各类住房1,022套，其中82.5%为独立式居民区，17.5%为集中式居民区。常住房屋占努瓦雷塔布勒市镇范围内居民建筑总量的70.4%。
在住房保障政策方面，2021年，努瓦雷塔布勒境内共有131户家庭获得了住房经济补助，受益人数占总人口数量的8.3%，其中127份为房租补助。

### 商业
2021年，努瓦雷塔布勒境内共有各类实体商铺41家，其中餐厅4家、大型超市2家、面包房2家、书店2家、美容美发店3家、汽车维修店6家。市区北部建有Intermarché购物超市。

### 体育
2021年，努瓦雷塔布勒境内共有1间体育馆、2处网球场以及3处足球或橄榄球场。
截至2022年12月，努瓦雷塔布勒体育前进俱乐部（Avenir Sportif Noirétable，编号504768）是努瓦雷塔布勒境内唯一的一家注册足球俱乐部，该队成立于1935年，其主队2022至2023赛季参加卢瓦尔省足球联赛丙组（法国第十一级别），其主场为让·里奥尔球场（Stade Jean Riol）。

### 环境
努瓦雷塔布勒的环境事务由其所属的卢瓦尔-福雷城市圈公共社区联合各级政府协调负责。2021年，努瓦雷塔布勒境内共有1家污染企业。

### 治安
2021年，努瓦雷塔布勒市镇范围内有1处宪兵队。
努瓦雷塔布勒及其附近的共136个市镇是蒙布里松国家宪兵队（zone gendarmerie de Montbrison）的管辖范围。2020年，该宪兵队累计记录各类案件4,666起，其中盗窃类案件2,169起，经济类案件908起，毒品交易类案件216起。

## 文化

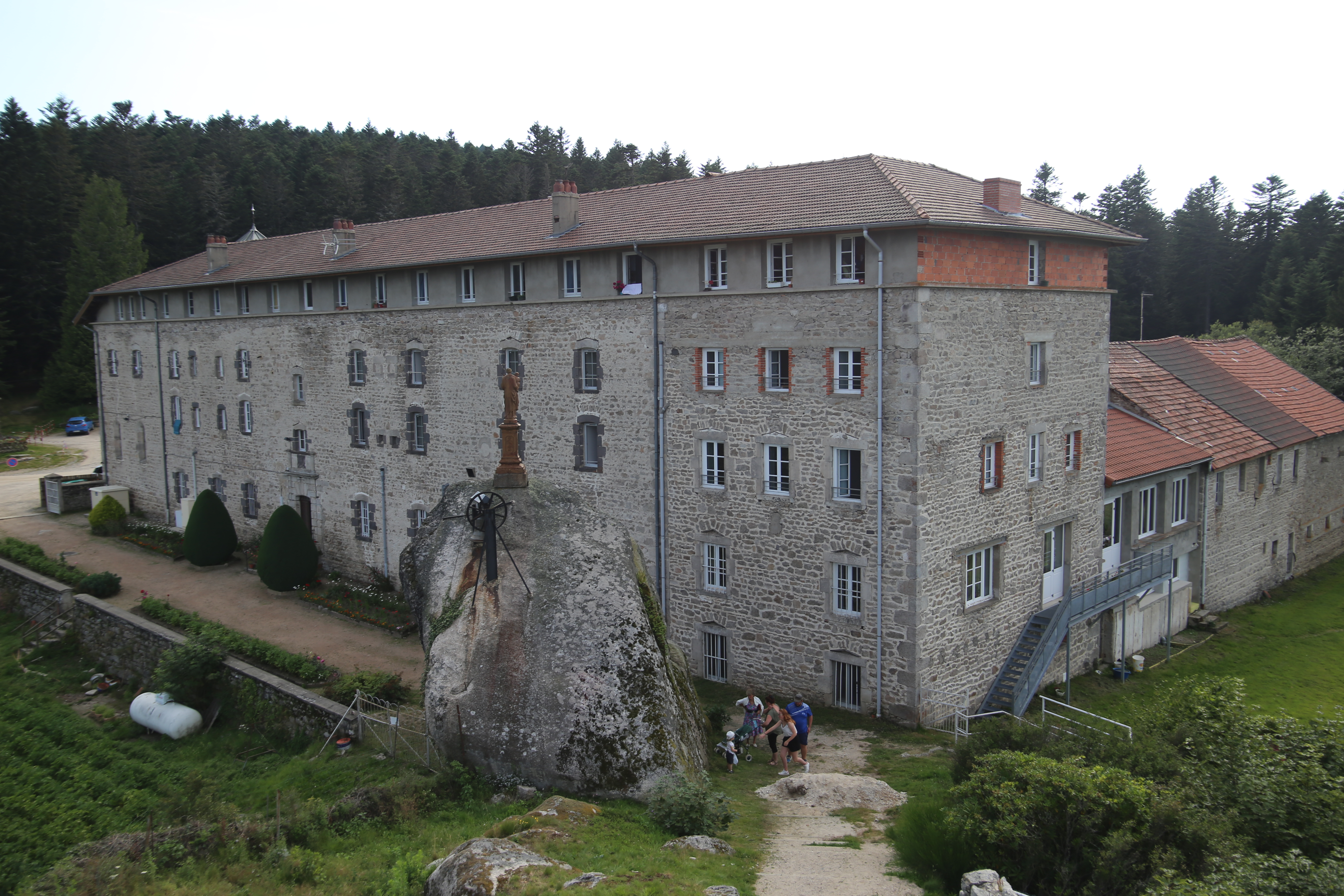
莱尔米塔日圣母圣所

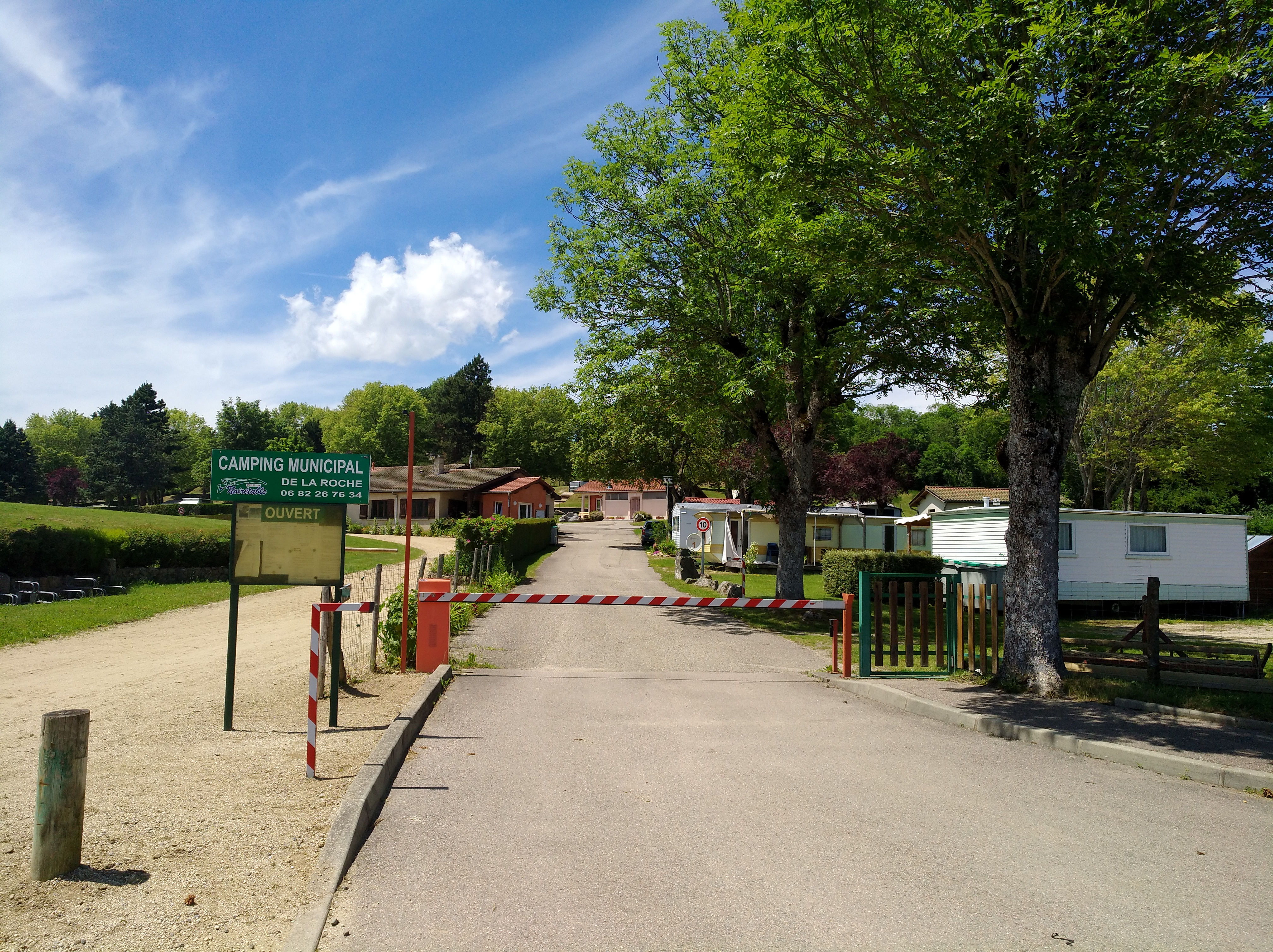
市政野营地

2021年，努瓦雷塔布勒境内有1家电影院。努瓦雷塔布勒境内建有多媒体中心，每周二至六向公众开放。

### 建筑
努瓦雷塔布勒境内有多处历史建筑，镇中心的圣母升天教堂（Église de l'Assomption-de-la-Vierge de Noirétable）是当地的地标性建筑物。

### 旅游
莱尔米塔日圣母圣所（Sanctuaire Notre-Dame de l'Hermitage）是努瓦雷塔布勒境内主要的文化景点。
努瓦雷塔布勒的旅游事务由其所属的卢瓦尔-福雷城市圈公共社区负责。2022年，努瓦雷塔布勒境内共有1家酒店共计9间房间；另有1个露营地，可容纳共40辆露营车。

### 媒体
法国主要的媒体均可在努瓦雷塔布勒接收，法国电视三台下属的奥弗涅-罗讷-阿尔卑斯大区频道在部分时段播出努瓦雷塔布勒所属区域的地方新闻。《进步报》、《山地报》、蓝色法兰西奥弗涅地区广播、蓝色法兰西圣艾蒂安广播、Scoop广播、卢瓦尔省电视台等为当地主要的地方性媒体。

## 友好城市
截至2022年12月，努瓦雷塔布勒暂未建立任何友好城市关系。